# Okoy
L'okoy o ukoy è un piatto della cucina filippina, costituito da frittelle croccanti fatte con pastella di riso glutinoso, gamberetti sgusciati e varie verdure, tra cui calabaza, patata dolce, manioca, germogli di fagioli mung, scalogno e carote à la julienne, cipolle e papaia verde. Sono tradizionalmente serviti con salse a base di aceto. Si consumano da sole o con riso bianco. Sono popolari per la colazione, gli spuntini o gli aperitivi. Talvolta sono tinti di arancione brillante con semi achuete.
L'Okoy ha numerose varianti che utilizzano una varietà di altri ingredienti, inclusa la sostituzione dei gamberi con pesciolini o calamari. La pastella Okoy può anche essere preparata con farina normale, farina di riso o una miscela di uova e amido di mais. Il termine viene spesso utilizzato per riferirsi a omelette fatte con calabaza schiacciata o patate dolci, con o senza gamberi.

## Etimologia

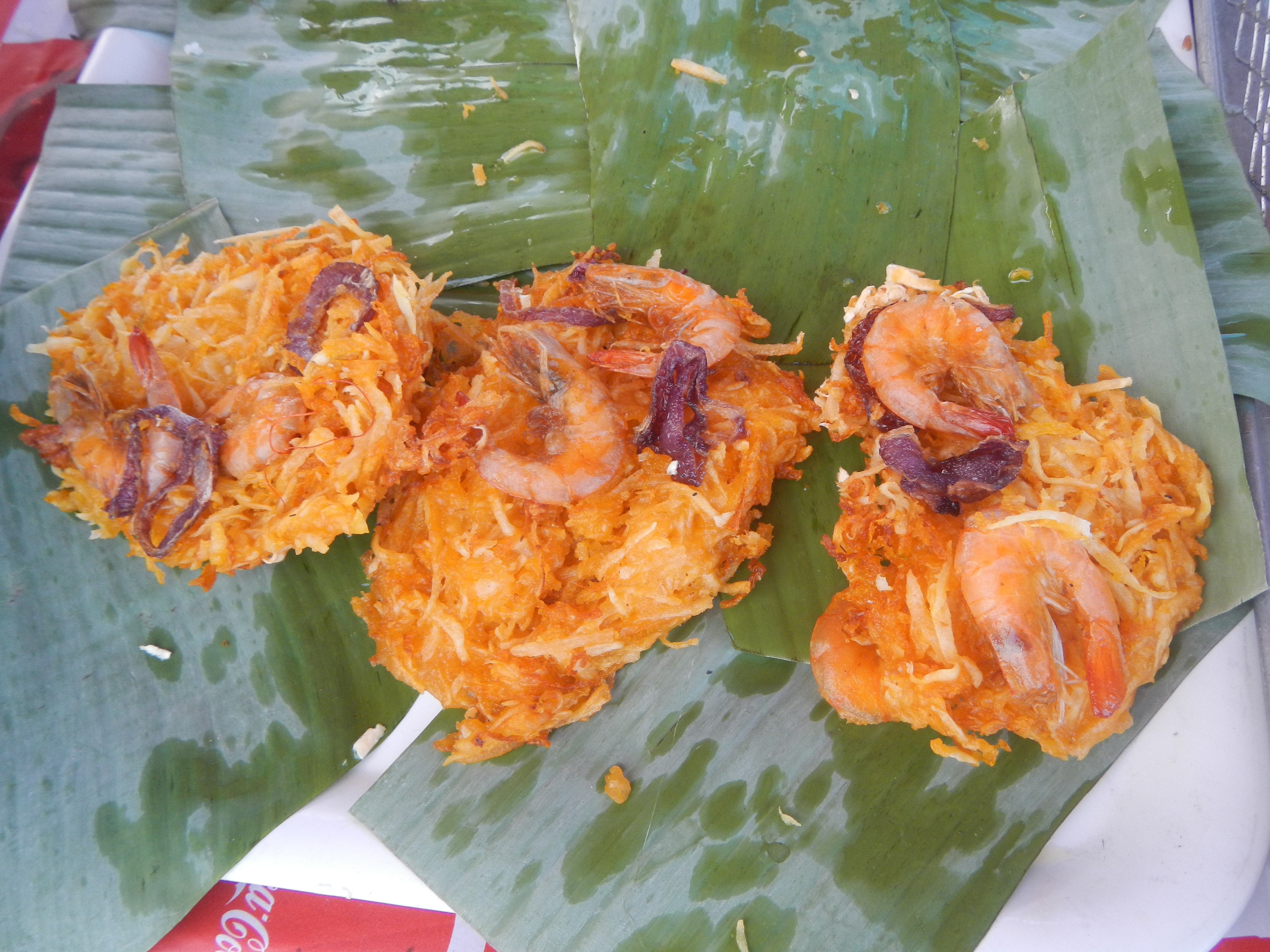
Gamberetti okoy venduti durante il Duman Festival di Santa Rita, Pampanga

Secondo la linguista filippina Gloria Chan-Yap, "okoy" deriva dall'Hokkien ō + kuè, che significa "torta a base di taro". Tuttavia, sono piatti molto diversi. Il piatto hokkien è composto da taro fritto e carne di maiale macinata, mentre il piatto filippino non utilizza nessuno di questi ingredienti. L'unica somiglianza è che sono fritti e a forma di frittella.

## Descrizione
La ricetta tradizionale più semplice dell'okoy utilizza una piccola quantità di galapong (riso glutinoso macinato in ammollo) come pastella, aromatizzata a piacere con cipolla, aglio, sale e scalogno. La pastella viene mescolata con kalabasa (calabaza) schiacciata e gamberetti sgusciati. Gli viene data la forma di piccole polpette piatte e vengono fritti fino a doratura. L'olio in eccesso viene scolato su carta assorbente e il piatto viene servito caldo e croccante. La pastella Okoy può anche essere mescolata con kamote (un tipo di patata dolce) o kamoteng kahoy (manioca), al posto o in aggiunta alla calabaza. Tradizionalmente, vengono aggiunti anche altri ingredienti, tra cui germogli di fagioli mung (togue) oppure carote tagliate à la julienne, cipolle e papaia verde. Il piatto è a volte tinto con semi achuete per dargli un colore arancio brillante.
L'Okoy può essere consumato da solo o con riso bianco. Di solito è consumato come spuntino, antipasto o come parte della colazione. Tradizionalmente viene servito con una salsa a base di aceto, come la sinamak (aceto con peperoncino labuyo, zenzero, aglio, pepe in grani e cipolla) o la pinakurat (aceto con salsa di pesce, peperoncino labuyo, pepe in grani, zenzero, aglio e mango essiccato). A volte viene immerso in ketchup di banana, ketchup di pomodoro, salse agrodolci o anche maionese all'aglio.

## Varianti

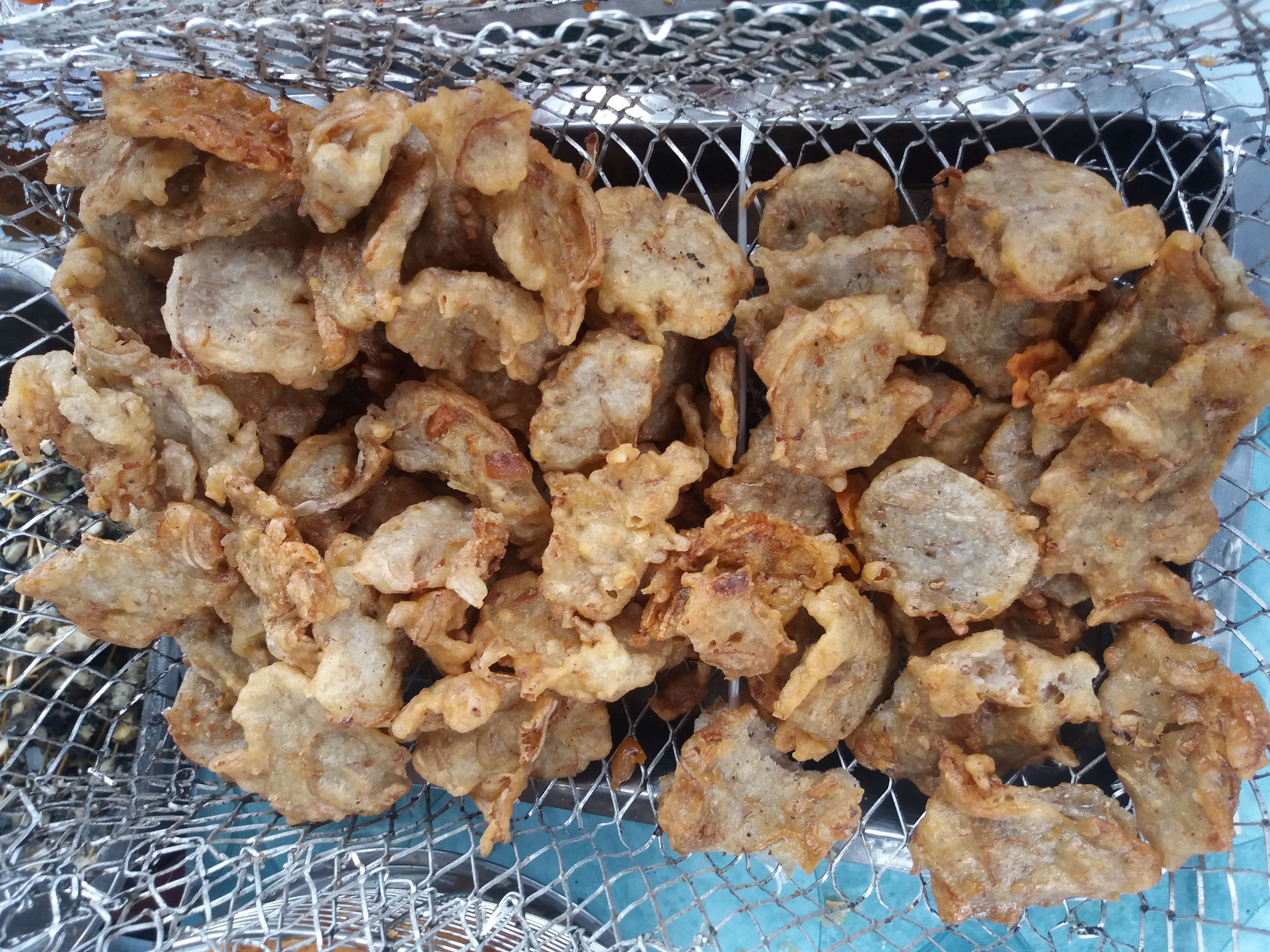
Okoy na puso di saging, una variante okoy con fiori di banana

Le versioni moderne usano tipicamente farina normale o farina di riso, invece di galapong. Vengono anche utilizzate uova mescolate con amido di mais. Il termine Okoy è anche usato per riferirsi a omelette salate fatte con purè di calabaza (chiamate tortang kalabasa) o patate dolci (chiamate tortang kamote), con o senza gamberetti.
I gamberetti possono anche essere completamente omessi, specialmente quando si usa la calabaza schiacciata o la patata dolce. I gamberi possono essere sostituiti con piccoli pesci come i dilis (acciughe) o il dulong (pesci della famiglia Salangidae), così come i calamari o anche il pollo sminuzzato. Possono essere utilizzati anche gamberi sgusciati più grandi, e possono essere cucinati in tempura.
Il piatto può essere facilmente modificato per utilizzare altri ingredienti non tradizionali, tra cui patate, peperoni, pepe in grani, tokwa (tofu), cocco grattugiato e apulid (castagne d'acqua). Una variante unica del piatto utilizza fiori di banana (puso ng saging, letteralmente "cuore di banana") cotti in pastella.
Un piatto simile è il tortang dulong o maranay, un'omelette a base di pesci molto piccoli della famiglia Salangidae noti come dulong in tagalog e ipon, libgao o maranay in Visayan.